# Hyposmocoma malornata
Hyposmocoma malornata là một loài bướm đêm thuộc họ Cosmopterigidae. Đây là loài đặc hữu của các đảo Necker, Nihoa, Kauai, Oahu, Molokai, Maui và Hawaii thuộc quần đảo Hawaii. Loài này sống ở Olinda và được tim thấy ở độ cao 4.000 feet.
Người ta cho rằng ấu trùg loài này ăn địa y.